# Paracladopelma reidi
Paracladopelma reidi är en tvåvingeart som först beskrevs av Freeman 1957.  Paracladopelma reidi ingår i släktet Paracladopelma och familjen fjädermyggor. Inga underarter finns listade i Catalogue of Life.